# Junkx/Auszeichnungen für Musikverkäufe
Dies ist eine Übersicht über die Auszeichnungen für Musikverkäufe des deutschen Produzententeams Junkx. Die Auszeichnungen finden sich nach ihrer Art (Gold, Platin usw.), nach Staaten getrennt in chronologischer Reihenfolge, geordnet sowie nach den Tonträgern selbst, ebenfalls in chronologischer Reihenfolge, getrennt nach Medium (Alben, Singles usw.), wieder.

## Auszeichnungen
| - Vereinigtes Königreich - 2021: für die Autorenbeteiligung/Produktion OK (Robin Schulz feat. James Blunt) - Belgien - 2014: für die Autorenbeteiligung Body Talk (Mammoth) (Dimitri Vegas & Like Mike & Moguai feat. Julian Perretta) - 2019: für die Autorenbeteiligung/Produktion Speechless (Robin Schulz feat. Erika Sirola) - 2020: für die Autorenbeteiligung/Produktion Alane (Robin Schulz & Wes) - 2021: für die Autorenbeteiligung/Produktion All We Got (Robin Schulz feat. Kiddo) - 2023: für die Autorenbeteiligung/Produktion Call It Love (Felix Jaehn & Ray Dalton) - Dänemark - 2017: für die Autorenbeteiligung/Produktion Shed a Light (Robin Schulz & David Guetta feat. Cheat Codes) - 2021: für die Autorenbeteiligung/Produktion In Your Eyes (Robin Schulz feat. Alida) - Deutschland - 2016: für die Autorenbeteiligung/Produktion Heatwave (Robin Schulz feat. Akon) - 2018: für die Autorenbeteiligung/Produktion I Believe I’m Fine (Robin Schulz & Hugel) - 2018: für die Autorenbeteiligung/Produktion Unforgettable (Robin Schulz & Marc Scibilia) - 2019: für die Autorenbeteiligung/Produktion Oh Child (Robin Schulz feat. Piso 21) - 2020: für die Autorenbeteiligung/Produktion All This Love (Robin Schulz feat. Harlœ) - 2020: für die Autorenbeteiligung/Produktion Alane (Robin Schulz & Wes) - 2021: für die Produktion H.O.L.Y. (Alle Farben & Rhodes) - 2023: für die Autorenbeteiligung/Produktion Rain in Ibiza (Felix Jaehn & The Stickmen Project feat. Calum Scott) - 2023: für die Autorenbeteiligung/Produktion Call It Love (Felix Jaehn & Ray Dalton) - Frankreich - 2016: für die Autorenbeteiligung/Produktion Sugar (Robin Schulz feat. Francesco Yates) - 2017: für die Produktion Would I Lie to You (David Guetta, Cedric Gervais & Chris Willis) - 2017: für die Autorenbeteiligung/Produktion Shed a Light (Robin Schulz & David Guetta feat. Cheat Codes) - 2020: für die Autorenbeteiligung/Produktion Speechless (Robin Schulz feat. Erika Sirola) - 2020: für die Autorenbeteiligung/Produktion Alane (Robin Schulz & Wes) - 2022: für die Autorenbeteiligung/Produktion Young Right Now (Robin Schulz feat. Dennis Lloyd) - Italien - 2017: für die Autorenbeteiligung/Produktion Show Me Love (Robin Schulz feat. J.U.D.G.E.) - 2018: für die Autorenbeteiligung/Produktion Heatwave (Robin Schulz feat. Akon) - 2021: für die Autorenbeteiligung/Produktion In Your Eyes (Robin Schulz feat. Alida) - Kanada - 2021: für die Autorenbeteiligung/Produktion Heatwave (Robin Schulz feat. Akon) - 2021: für die Autorenbeteiligung/Produktion Oh Child (Robin Schulz feat. Piso 21) - 2021: für die Autorenbeteiligung/Produktion Speechless (Robin Schulz feat. Erika Sirola) - 2021: für die Autorenbeteiligung/Produktion In Your Eyes (Robin Schulz feat. Alida) - Niederlande - 2013: für die Autorenbeteiligung Body Talk (Mammoth) (Dimitri Vegas & Like Mike & Moguai feat. Julian Perretta) - Österreich - 2016: für die Autorenbeteiligung/Produktion Show Me Love (Robin Schulz feat. J.U.D.G.E.) - 2017: für die Produktion Would I Lie to You (David Guetta, Cedric Gervais & Chris Willis) - 2017: für die Autorenbeteiligung/Produktion Shed a Light (Robin Schulz & David Guetta feat. Cheat Codes) - 2018: für die Autorenbeteiligung/Produktion Unforgettable (Robin Schulz & Marc Scibilia) - 2019: für die Autorenbeteiligung/Produktion Oh Child (Robin Schulz feat. Piso 21) - 2019: für die Autorenbeteiligung/Produktion Fading (Alle Farben feat. Ilira) - 2019: für die Autorenbeteiligung/Produktion All This Love (Robin Schulz feat. Harlœ) - 2023: für die Autorenbeteiligung/Produktion Rain in Ibiza (Felix Jaehn & The Stickmen Project feat. Calum Scott) - 2023: für die Autorenbeteiligung/Produktion I Got a Feeling (Felix Jaehn feat. Robin Schulz & Georgia Ku) - 2023: für die Autorenbeteiligung/Produktion Do It Better (Felix Jaehn feat. Zoe Wees) - Polen - 2021: für die Autorenbeteiligung/Produktion Shed a Light (Robin Schulz & David Guetta feat. Cheat Codes) - 2021: für die Autorenbeteiligung/Produktion All This Love (Robin Schulz feat. Harlœ) - 2022: für die Autorenbeteiligung/Produktion Rain in Ibiza (Felix Jaehn & The Stickmen Project feat. Calum Scott) - 2022: für die Autorenbeteiligung/Produktion Young Right Now (Robin Schulz feat. Dennis Lloyd) - Portugal - 2019: für die Autorenbeteiligung/Produktion Sugar (Robin Schulz feat. Francesco Yates) - Schweiz - 2016: für die Autorenbeteiligung/Produktion Show Me Love (Robin Schulz feat. J.U.D.G.E.) - Spanien - 2017: für die Autorenbeteiligung/Produktion Shed a Light (Robin Schulz & David Guetta feat. Cheat Codes) - Vereinigtes Königreich - 2019: für die Autorenbeteiligung/Produktion Shed a Light (Robin Schulz & David Guetta feat. Cheat Codes) | - Belgien - 2016: für die Autorenbeteiligung/Produktion Sugar (Robin Schulz feat. Francesco Yates) - 2017: für die Autorenbeteiligung/Produktion OK (Robin Schulz feat. James Blunt) - 2021: für die Autorenbeteiligung/Produktion In Your Eyes (Robin Schulz feat. Alida) - Deutschland - 2017: für die Autorenbeteiligung/Produktion Show Me Love (Robin Schulz feat. J.U.D.G.E.) - 2017: für die Produktion Would I Lie to You (David Guetta, Cedric Gervais & Chris Willis) - 2018: für die Autorenbeteiligung/Produktion Shed a Light (Robin Schulz & David Guetta feat. Cheat Codes) - 2020: für die Autorenbeteiligung/Produktion Speechless (Robin Schulz feat. Erika Sirola) - 2021: für die Autorenbeteiligung/Produktion In Your Eyes (Robin Schulz feat. Alida) - 2022: für die Autorenbeteiligung/Produktion All We Got (Robin Schulz feat. Kiddo) - Frankreich - 2017: für die Autorenbeteiligung/Produktion OK (Robin Schulz feat. James Blunt) - 2020: für die Autorenbeteiligung/Produktion In Your Eyes (Robin Schulz feat. Alida) - Italien - 2019: für die Produktion Would I Lie to You (David Guetta, Cedric Gervais & Chris Willis) - 2019: für die Autorenbeteiligung/Produktion Speechless (Robin Schulz feat. Erika Sirola) - 2021: für die Autorenbeteiligung/Produktion All We Got (Robin Schulz feat. Kiddo) - Kanada - 2021: für die Autorenbeteiligung/Produktion Shed a Light (Robin Schulz & David Guetta feat. Cheat Codes) - 2021: für die Autorenbeteiligung/Produktion OK (Robin Schulz feat. James Blunt) - Niederlande - 2015: für die Autorenbeteiligung/Produktion Sugar (Robin Schulz feat. Francesco Yates) - Norwegen - 2015: für die Autorenbeteiligung/Produktion Sugar (Robin Schulz feat. Francesco Yates) - Österreich - 2016: für die Autorenbeteiligung/Produktion Sugar (Robin Schulz feat. Francesco Yates) - 2019: für die Autorenbeteiligung/Produktion Speechless (Robin Schulz feat. Erika Sirola) - 2020: für die Autorenbeteiligung/Produktion Alane (Robin Schulz & Wes) - 2021: für die Autorenbeteiligung/Produktion All We Got (Robin Schulz feat. Kiddo) - 2023: für die Autorenbeteiligung/Produktion Call It Love (Felix Jaehn & Ray Dalton) - Polen - 2016: für die Produktion Would I Lie to You (David Guetta, Cedric Gervais & Chris Willis) - 2021: für die Autorenbeteiligung/Produktion All We Got (Robin Schulz feat. Kiddo) - 2023: für die Autorenbeteiligung/Produktion Call It Love (Felix Jaehn & Ray Dalton) - Schweiz - 2019: für die Autorenbeteiligung/Produktion Fading (Alle Farben feat. Ilira) - 2019: für die Autorenbeteiligung/Produktion Speechless (Robin Schulz feat. Erika Sirola) - Spanien - 2016: für die Autorenbeteiligung/Produktion Sugar (Robin Schulz feat. Francesco Yates) - 2017: für die Autorenbeteiligung/Produktion OK (Robin Schulz feat. James Blunt) - Vereinigte Staaten - 2017: für die Autorenbeteiligung/Produktion Sugar (Robin Schulz feat. Francesco Yates) - Vereinigtes Königreich - 2017: für die Autorenbeteiligung/Produktion Sugar (Robin Schulz feat. Francesco Yates) | - Australien - 2016: für die Autorenbeteiligung/Produktion Sugar (Robin Schulz feat. Francesco Yates) - 2018: für die Autorenbeteiligung/Produktion Shed a Light (Robin Schulz & David Guetta feat. Cheat Codes) - Dänemark - 2021: für die Autorenbeteiligung/Produktion Sugar (Robin Schulz feat. Francesco Yates) - Deutschland - 2019: für die Autorenbeteiligung/Produktion OK (Robin Schulz feat. James Blunt) - Italien - 2018: für die Autorenbeteiligung/Produktion Shed a Light (Robin Schulz & David Guetta feat. Cheat Codes) - Neuseeland - 2016: für die Autorenbeteiligung/Produktion Sugar (Robin Schulz feat. Francesco Yates) - Österreich - 2021: für die Autorenbeteiligung/Produktion OK (Robin Schulz feat. James Blunt) - 2021: für die Autorenbeteiligung/Produktion In Your Eyes (Robin Schulz feat. Alida) - Polen - 2016: für die Autorenbeteiligung/Produktion Show Me Love (Robin Schulz feat. J.U.D.G.E.) - 2021: für die Autorenbeteiligung/Produktion OK (Robin Schulz feat. James Blunt) - 2021: für die Autorenbeteiligung/Produktion Fading (Alle Farben feat. Ilira) - Schweiz - 2016: für die Autorenbeteiligung/Produktion Sugar (Robin Schulz feat. Francesco Yates) - 2017: für die Autorenbeteiligung/Produktion OK (Robin Schulz feat. James Blunt) - Italien - 2018: für die Autorenbeteiligung/Produktion OK (Robin Schulz feat. James Blunt) - Kanada - 2016: für die Autorenbeteiligung/Produktion Sugar (Robin Schulz feat. Francesco Yates) - Polen - 2021: für die Autorenbeteiligung/Produktion Speechless (Robin Schulz feat. Erika Sirola) - 2021: für die Autorenbeteiligung/Produktion In Your Eyes (Robin Schulz feat. Alida) - Italien - 2017: für die Autorenbeteiligung/Produktion Sugar (Robin Schulz feat. Francesco Yates) - Deutschland - 2020: für die Autorenbeteiligung/Produktion Sugar (Robin Schulz feat. Francesco Yates) - Polen - 2021: für die Autorenbeteiligung/Produktion Sugar (Robin Schulz feat. Francesco Yates) |

## Auszeichnungen nach Autorenbeteiligungen und Produktionen

### Body Talk (Mammoth)(Dimitri Vegas & Like Mike&Moguaifeat.Julian Perretta)
| Land/Region        | Auszeichnungen für Musikverkäufe (Land/Region, Auszeichnung, Verkäufe) | Verkäufe |
| ------------------ | ---------------------------------------------------------------------- | -------- |
| Belgien (BRMA)     | Gold                                                                   | 10.000   |
| Niederlande (NVPI) | Gold                                                                   | 10.000   |
| Insgesamt          | 2× Gold ·                                                              | 20.000   |

### Sugar(Robin Schulzfeat.Francesco Yates)
| Land/Region                  | Auszeichnungen für Musikverkäufe (Land/Region, Auszeichnung, Verkäufe) | Verkäufe  |
| ---------------------------- | ---------------------------------------------------------------------- | --------- |
| Australien (ARIA)            | 2× Platin                                                              | 140.000   |
| Belgien (BRMA)               | Platin                                                                 | 30.000    |
| Dänemark (IFPI)              | 2× Platin                                                              | 180.000   |
| Deutschland (BVMI)           | Diamant                                                                | 1.000.000 |
| Frankreich (SNEP)            | Gold                                                                   | 66.666    |
| Italien (FIMI)               | 5× Platin                                                              | 250.000   |
| Kanada (MC)                  | 3× Platin                                                              | 240.000   |
| Neuseeland (RMNZ)            | 2× Platin                                                              | 30.000    |
| Niederlande (NVPI)           | Platin                                                                 | 30.000    |
| Norwegen (IFPI)              | Platin                                                                 | 10.000    |
| Österreich (IFPI)            | Platin                                                                 | 30.000    |
| Polen (ZPAV)                 | 3× Diamant                                                             | 750.000   |
| Portugal (AFP)               | Gold                                                                   | 5.000     |
| Schweiz (IFPI)               | 2× Platin                                                              | 60.000    |
| Spanien (Promusicae)         | Platin                                                                 | 40.000    |
| Vereinigte Staaten (RIAA)    | Platin                                                                 | 1.000.000 |
| Vereinigtes Königreich (BPI) | Platin                                                                 | 600.000   |
| Insgesamt                    | 2× Gold · 23× Platin · 4× Diamant ·                                    | 4.461.666 |

### Show Me Love(Robin Schulz feat.J.U.D.G.E.)
| Land/Region        | Auszeichnungen für Musikverkäufe (Land/Region, Auszeichnung, Verkäufe) | Verkäufe |
| ------------------ | ---------------------------------------------------------------------- | -------- |
| Deutschland (BVMI) | Platin                                                                 | 400.000  |
| Italien (FIMI)     | Gold                                                                   | 25.000   |
| Österreich (IFPI)  | Gold                                                                   | 15.000   |
| Polen (ZPAV)       | 2× Platin                                                              | 40.000   |
| Schweiz (IFPI)     | Gold                                                                   | 15.000   |
| Insgesamt          | 3× Gold · 3× Platin ·                                                  | 495.000  |

### Heatwave(Robin Schulz feat.Akon)
| Land/Region        | Auszeichnungen für Musikverkäufe (Land/Region, Auszeichnung, Verkäufe) | Verkäufe |
| ------------------ | ---------------------------------------------------------------------- | -------- |
| Deutschland (BVMI) | Gold                                                                   | 200.000  |
| Italien (FIMI)     | Gold                                                                   | 25.000   |
| Kanada (MC)        | Gold                                                                   | 40.000   |
| Insgesamt          | 3× Gold ·                                                              | 265.000  |

### Would I Lie to You (David Guetta,Cedric Gervais&Chris Willis)
| Land/Region        | Auszeichnungen für Musikverkäufe (Land/Region, Auszeichnung, Verkäufe) | Verkäufe |
| ------------------ | ---------------------------------------------------------------------- | -------- |
| Deutschland (BVMI) | Platin                                                                 | 400.000  |
| Frankreich (SNEP)  | Gold                                                                   | 66.666   |
| Italien (FIMI)     | Platin                                                                 | 50.000   |
| Österreich (IFPI)  | Gold                                                                   | 15.000   |
| Polen (ZPAV)       | Platin                                                                 | 20.000   |
| Insgesamt          | 2× Gold · 3× Platin ·                                                  | 551.666  |

### Shed a Light(Robin Schulz & David Guetta feat.Cheat Codes)
| Land/Region                  | Auszeichnungen für Musikverkäufe (Land/Region, Auszeichnung, Verkäufe) | Verkäufe  |
| ---------------------------- | ---------------------------------------------------------------------- | --------- |
| Australien (ARIA)            | 2× Platin                                                              | 140.000   |
| Dänemark (IFPI)              | Gold                                                                   | 45.000    |
| Deutschland (BVMI)           | Platin                                                                 | 400.000   |
| Frankreich (SNEP)            | Gold                                                                   | 66.666    |
| Italien (FIMI)               | 2× Platin                                                              | 100.000   |
| Kanada (MC)                  | Platin                                                                 | 80.000    |
| Österreich (IFPI)            | Gold                                                                   | 15.000    |
| Polen (ZPAV)                 | Gold                                                                   | 25.000    |
| Spanien (Promusicae)         | Gold                                                                   | 20.000    |
| Vereinigte Staaten (RIAA)    | —                                                                      | 11.000    |
| Vereinigtes Königreich (BPI) | Gold                                                                   | 400.000   |
| Insgesamt                    | 6× Gold · 6× Platin ·                                                  | 1.302.666 |

### OK(Robin Schulz feat.James Blunt)
| Land/Region                  | Auszeichnungen für Musikverkäufe (Land/Region, Auszeichnung, Verkäufe) | Verkäufe  |
| ---------------------------- | ---------------------------------------------------------------------- | --------- |
| Belgien (BRMA)               | Platin                                                                 | 30.000    |
| Deutschland (BVMI)           | 2× Platin                                                              | 800.000   |
| Frankreich (SNEP)            | Platin                                                                 | 133.333   |
| Italien (FIMI)               | 3× Platin                                                              | 150.000   |
| Kanada (MC)                  | Platin                                                                 | 80.000    |
| Österreich (IFPI)            | 2× Platin                                                              | 60.000    |
| Polen (ZPAV)                 | 2× Platin                                                              | 100.000   |
| Schweiz (IFPI)               | 2× Platin                                                              | 40.000    |
| Spanien (Promusicae)         | Platin                                                                 | 40.000    |
| Vereinigtes Königreich (BPI) | Silber                                                                 | 200.000   |
| Insgesamt                    | 1× Silber · 15× Platin ·                                               | 1.633.333 |

### I Believe I’m Fine(Robin Schulz &Hugel)
| Land/Region        | Auszeichnungen für Musikverkäufe (Land/Region, Auszeichnung, Verkäufe) | Verkäufe |
| ------------------ | ---------------------------------------------------------------------- | -------- |
| Deutschland (BVMI) | Gold                                                                   | 200.000  |
| Insgesamt          | 1× Gold ·                                                              | 200.000  |

### Unforgettable(Robin Schulz &Marc Scibilia)
| Land/Region        | Auszeichnungen für Musikverkäufe (Land/Region, Auszeichnung, Verkäufe) | Verkäufe |
| ------------------ | ---------------------------------------------------------------------- | -------- |
| Deutschland (BVMI) | Gold                                                                   | 200.000  |
| Österreich (IFPI)  | Gold                                                                   | 15.000   |
| Insgesamt          | 2× Gold ·                                                              | 215.000  |

### H.O.L.Y. (Alle Farben&Rhodes)
| Land/Region        | Auszeichnungen für Musikverkäufe (Land/Region, Auszeichnung, Verkäufe) | Verkäufe |
| ------------------ | ---------------------------------------------------------------------- | -------- |
| Deutschland (BVMI) | Gold                                                                   | 200.000  |
| Insgesamt          | 1× Gold ·                                                              | 200.000  |

### Oh Child(Robin Schulz feat.Piso 21)
| Land/Region        | Auszeichnungen für Musikverkäufe (Land/Region, Auszeichnung, Verkäufe) | Verkäufe |
| ------------------ | ---------------------------------------------------------------------- | -------- |
| Deutschland (BVMI) | Gold                                                                   | 200.000  |
| Kanada (MC)        | Gold                                                                   | 40.000   |
| Österreich (IFPI)  | Gold                                                                   | 15.000   |
| Insgesamt          | 3× Gold ·                                                              | 255.000  |

### Fading(Alle Farben feat.Ilira)
| Land/Region       | Auszeichnungen für Musikverkäufe (Land/Region, Auszeichnung, Verkäufe) | Verkäufe |
| ----------------- | ---------------------------------------------------------------------- | -------- |
| Österreich (IFPI) | Gold                                                                   | 15.000   |
| Polen (ZPAV)      | 2× Platin                                                              | 40.000   |
| Schweiz (IFPI)    | Platin                                                                 | 20.000   |
| Insgesamt         | 1× Gold · 3× Platin ·                                                  | 75.000   |

### Speechless(Robin Schulz feat.Erika Sirola)
| Land/Region        | Auszeichnungen für Musikverkäufe (Land/Region, Auszeichnung, Verkäufe) | Verkäufe |
| ------------------ | ---------------------------------------------------------------------- | -------- |
| Belgien (BRMA)     | Gold                                                                   | 20.000   |
| Deutschland (BVMI) | Platin                                                                 | 400.000  |
| Frankreich (SNEP)  | Gold                                                                   | 100.000  |
| Italien (FIMI)     | Platin                                                                 | 50.000   |
| Kanada (MC)        | Gold                                                                   | 40.000   |
| Österreich (IFPI)  | Platin                                                                 | 30.000   |
| Polen (ZPAV)       | 3× Platin                                                              | 150.000  |
| Schweiz (IFPI)     | Platin                                                                 | 20.000   |
| Insgesamt          | 3× Gold · 7× Platin ·                                                  | 810.000  |

### All This Love(Robin Schulz feat.Harlœ)
| Land/Region        | Auszeichnungen für Musikverkäufe (Land/Region, Auszeichnung, Verkäufe) | Verkäufe |
| ------------------ | ---------------------------------------------------------------------- | -------- |
| Deutschland (BVMI) | Gold                                                                   | 200.000  |
| Österreich (IFPI)  | Gold                                                                   | 15.000   |
| Polen (ZPAV)       | Gold                                                                   | 25.000   |
| Insgesamt          | 3× Gold ·                                                              | 240.000  |

### In Your Eyes(Robin Schulz feat.Alida)
| Land/Region        | Auszeichnungen für Musikverkäufe (Land/Region, Auszeichnung, Verkäufe) | Verkäufe |
| ------------------ | ---------------------------------------------------------------------- | -------- |
| Belgien (BRMA)     | Platin                                                                 | 40.000   |
| Dänemark (IFPI)    | Gold                                                                   | 45.000   |
| Deutschland (BVMI) | Platin                                                                 | 400.000  |
| Frankreich (SNEP)  | Platin                                                                 | 200.000  |
| Italien (FIMI)     | Gold                                                                   | 35.000   |
| Kanada (MC)        | Gold                                                                   | 40.000   |
| Österreich (IFPI)  | 2× Platin                                                              | 60.000   |
| Polen (ZPAV)       | 3× Platin                                                              | 150.000  |
| Insgesamt          | 3× Gold · 8× Platin ·                                                  | 970.000  |

### Alane(Robin Schulz &Wes)
| Land/Region        | Auszeichnungen für Musikverkäufe (Land/Region, Auszeichnung, Verkäufe) | Verkäufe |
| ------------------ | ---------------------------------------------------------------------- | -------- |
| Belgien (BRMA)     | Gold                                                                   | 20.000   |
| Deutschland (BVMI) | Gold                                                                   | 200.000  |
| Frankreich (SNEP)  | Gold                                                                   | 100.000  |
| Österreich (IFPI)  | Platin                                                                 | 30.000   |
| Insgesamt          | 3× Gold · 1× Platin ·                                                  | 350.000  |

### All We Got(Robin Schulz feat.Kiddo)
| Land/Region        | Auszeichnungen für Musikverkäufe (Land/Region, Auszeichnung, Verkäufe) | Verkäufe |
| ------------------ | ---------------------------------------------------------------------- | -------- |
| Belgien (BRMA)     | Gold                                                                   | 20.000   |
| Deutschland (BVMI) | Platin                                                                 | 400.000  |
| Italien (FIMI)     | Platin                                                                 | 70.000   |
| Österreich (IFPI)  | Platin                                                                 | 30.000   |
| Polen (ZPAV)       | Platin                                                                 | 50.000   |
| Insgesamt          | 1× Gold · 4× Platin ·                                                  | 570.000  |

### I Got a Feeling (Felix Jaehnfeat. Robin Schulz &Georgia Ku)
| Land/Region       | Auszeichnungen für Musikverkäufe (Land/Region, Auszeichnung, Verkäufe) | Verkäufe |
| ----------------- | ---------------------------------------------------------------------- | -------- |
| Österreich (IFPI) | Gold                                                                   | 15.000   |
| Insgesamt         | 1× Gold ·                                                              | 15.000   |

### Young Right Now(Robin Schulz feat.Dennis Lloyd)
| Land/Region       | Auszeichnungen für Musikverkäufe (Land/Region, Auszeichnung, Verkäufe) | Verkäufe |
| ----------------- | ---------------------------------------------------------------------- | -------- |
| Frankreich (SNEP) | Gold                                                                   | 100.000  |
| Polen (ZPAV)      | Gold                                                                   | 25.000   |
| Insgesamt         | 2× Gold ·                                                              | 125.000  |

### Rain in Ibiza(Felix Jaehn &The Stickmen Projectfeat.Calum Scott)
| Land/Region        | Auszeichnungen für Musikverkäufe (Land/Region, Auszeichnung, Verkäufe) | Verkäufe |
| ------------------ | ---------------------------------------------------------------------- | -------- |
| Deutschland (BVMI) | Gold                                                                   | 200.000  |
| Österreich (IFPI)  | Gold                                                                   | 15.000   |
| Polen (ZPAV)       | Gold                                                                   | 25.000   |
| Insgesamt          | 3× Gold ·                                                              | 240.000  |

### Do It Better(Felix Jaehn feat.Zoe Wees)
| Land/Region       | Auszeichnungen für Musikverkäufe (Land/Region, Auszeichnung, Verkäufe) | Verkäufe |
| ----------------- | ---------------------------------------------------------------------- | -------- |
| Österreich (IFPI) | Gold                                                                   | 15.000   |
| Insgesamt         | 1× Gold ·                                                              | 15.000   |

### Call It Love(Felix Jaehn &Ray Dalton)
| Land/Region        | Auszeichnungen für Musikverkäufe (Land/Region, Auszeichnung, Verkäufe) | Verkäufe |
| ------------------ | ---------------------------------------------------------------------- | -------- |
| Belgien (BRMA)     | Gold                                                                   | 20.000   |
| Deutschland (BVMI) | Gold                                                                   | 200.000  |
| Österreich (IFPI)  | Platin                                                                 | 30.000   |
| Polen (ZPAV)       | Platin                                                                 | 50.000   |
| Insgesamt          | 2× Gold · 2× Platin ·                                                  | 300.000  |

## Statistik und Quellen
| Land/RegionAuszeichnungen für Musikverkäufe (Land/Region, Auszeichnungen, Verkäufe, Quellen) | Silber  | Gold       | Platin       | Diamant     | Verkäufe  | Quellen                     |
| -------------------------------------------------------------------------------------------- | ------- | ---------- | ------------ | ----------- | --------- | --------------------------- |
| Australien (ARIA)                                                                            | —       | —          | 4× Platin4   | —           | 280.000   | aria.com.au                 |
| Belgien (BRMA)                                                                               | —       | 5× Gold5   | 3× Platin3   | —           | 190.000   | ultratop.be                 |
| Dänemark (IFPI)                                                                              | —       | 2× Gold2   | 2× Platin2   | —           | 270.000   | ifpi.dk                     |
| Deutschland (BVMI)                                                                           | —       | 9× Gold9   | 8× Platin8   | Diamant1    | 6.000.000 | musikindustrie.de           |
| Frankreich (SNEP)                                                                            | —       | 6× Gold6   | 2× Platin2   | —           | 833.331   | infodisc.fr snepmusique.com |
| Italien (FIMI)                                                                               | —       | 3× Gold3   | 13× Platin13 | —           | 755.000   | fimi.it                     |
| Kanada (MC)                                                                                  | —       | 4× Gold4   | 5× Platin5   | —           | 560.000   | musiccanada.com             |
| Neuseeland (RMNZ)                                                                            | —       | —          | 2× Platin2   | —           | 30.000    | aotearoamusiccharts.co.nz   |
| Niederlande (NVPI)                                                                           | —       | Gold1      | Platin1      | —           | 40.000    | nvpi.nl                     |
| Norwegen (IFPI)                                                                              | —       | —          | Platin1      | —           | 10.000    | ifpi.no                     |
| Österreich (IFPI)                                                                            | —       | 9× Gold9   | 9× Platin9   | —           | 405.000   | ifpi.at                     |
| Polen (ZPAV)                                                                                 | —       | 5× Gold5   | 15× Platin15 | 3× Diamant3 | 1.465.000 | olis.pl                     |
| Portugal (AFP)                                                                               | —       | Gold1      | —            | —           | 5.000     | Einzelnachweise             |
| Schweiz (IFPI)                                                                               | —       | Gold1      | 6× Platin6   | —           | 155.000   | hitparade.ch                |
| Spanien (Promusicae)                                                                         | —       | Gold1      | 2× Platin2   | —           | 100.000   | elportaldemusica.es ES2     |
| Vereinigte Staaten (RIAA)                                                                    | —       | —          | Platin1      | —           | 1.011.000 | riaa.com                    |
| Vereinigtes Königreich (BPI)                                                                 | Silber1 | Gold1      | Platin1      | —           | 1.200.000 | bpi.co.uk                   |
| Insgesamt                                                                                    | Silber1 | 48× Gold48 | 75× Platin75 | 4× Diamant4 |           |                             |